# Dommartin (Ain)
Dommartin ist eine ehemalige französische Gemeinde mit 885 Einwohnern (Stand: 1. Januar 2022) im Département Ain in der Region Auvergne-Rhône-Alpes. Sie gehörte zum Arrondissement Bourg-en-Bresse und zum Kanton Replonges. Die Einwohner werden Dommartinais genannt.
Mit Wirkung vom 1. Januar 2018 wurden die früher selbstständigen Gemeinden Bâgé-la-Ville und Dommartin zur Commune nouvelle Bâgé-Dommartin zusammengelegt und haben in der neuen Gemeinde den Status einer Commune déléguée. Der Verwaltungssitz befindet sich in Bâgé-la-Ville.

## Geografie
Dommartin liegt etwa zwölf Kilometer ostnordöstlich von Mâcon in der Landschaft Bresse. Durch den Ort führt das Flüsschen Loëze. Umgeben wird Dommartin von den Nachbargemeinden Boissey im Norden, Marsonnas im Osten, Saint-Sulpice im Südosten, Saint-Didier-d’Aussiat im Süden und Südosten, Bâgé-la-Ville im Süden und Westen sowie Chevroux im Nordwesten.

## Bevölkerungsentwicklung
| Jahr                       | 1962 | 1968 | 1975 | 1982 | 1990 | 1999 | 2006 | 2013 |
| Einwohner                  | 671  | 598  | 528  | 517  | 537  | 600  | 756  | 882  |
| Quellen: Cassini und INSEE |      |      |      |      |      |      |      |      |

## Sehenswürdigkeiten
- Wehrhaus La Pérouse aus dem 16. Jahrhundert
- Kirche Saint-Blaise